# Рубидийсвинец
Рубидийсвинец — бинарное интерметаллическое неорганическое соединение
рубидия и свинца с формулой RbPb,
кристаллы.

## Получение
- Сплавление стехиометрических количеств чистых веществ:

{\displaystyle {\mathsf {Rb+Pb\ {\xrightarrow {610^{o}C}}\ RbPb}}}

## Физические свойства
Рубидийсвинец образует кристаллы
тетрагональной сингонии,
пространственная группа I 41/acd,
параметры ячейки a = 1,184 нм, c = 1,942 нм, Z = 32,
структура типа свинецнатрия NaPb
.
Соединение конгруэнтно плавится при температуре 610°C .